# Marek Siwiec
Pour les articles homonymes, voir Siwiec.
Marek Maciej Siwiec (né le 13 mars 1955 à Piekary Śląskie) est un homme politique polonais, membre de l'Alliance de la gauche démocratique - Union du travail.
Élu député européen en juin 2004, il est élu vice-président de janvier 2007 à juin 2009.